# آيتاش شاشماز
آيتاش شاشماز (بالتركية: Aytaç Şaşmaz) (مواليد 4 أغسطس 1998) هو ممثل تركي.
ولد شاشماز في مانيسا. شقيقه إسماعيل شاشماز هو أيضًا ممثل. بعد تلقيه دروسًا في التمثيل ، ظهر لأول مرة سينمائيًا في عام 2017 مع دور في فيلم طفل سيئ جنبًا إلى جنب مع تولغا ساريتاش وعفراء ساراتش أوغلي. بعد دوره في المسلسل التلفزيوني العهد، ارتقى إلى الصدارة مع أدائه في مسلسل حكيم أوغلو، وهو مقتبس من المسلسل الأمريكي هاوس. و قدم دور البطولة بالمسلسل الكوميدي لعبة الحظ بجانب جيمري بايسال

## روابط خارجية
- آيتاش شاشماز في قاعدة بيانات الأفلام على الإنترنت
- آيتاش شاشماز على إنستغرام